# ستيف كوكس
ستيف كوكس (بالإنجليزية: Steve Cox)‏ هو لاعب كرة قاعدة أمريكي، ولد في 31 أكتوبر 1974 في ديلانو في الولايات المتحدة.

## وصلات خارجية
- ستيف كوكس على موقع الدوري الياباني لكرة القاعدة (الإنجليزية)
- ستيف كوكس على موقعبيزبول رفرنس.كوم (الدوري الرئيسي) (الإنجليزية)
- ستيف كوكس على موقعبيزبول رفرنس.كوم (الدوري الثانوي) (الإنجليزية)
- ستيف كوكس على موقع مشجعي الرسوم البيانية (الإنجليزية)